# Castillon (Calvados)
Castillon é uma comuna francesa na região administrativa da Normandia, no departamento Calvados. Estende-se por uma área de 10,92 km². Em 2010 a comuna tinha 353 habitantes (densidade: 32,3 hab./km²).